# Бёзенбрунн
Бёзенбрунн (нем. Bösenbrunn) — община в Германии, в земле Саксония. Подчиняется земельной дирекции Хемниц. Входит в состав района Фогтланд.  Население составляет 1321 человек (на 31 декабря 2010 года). Занимает площадь 34,26 км².